# Iannis Xenakis

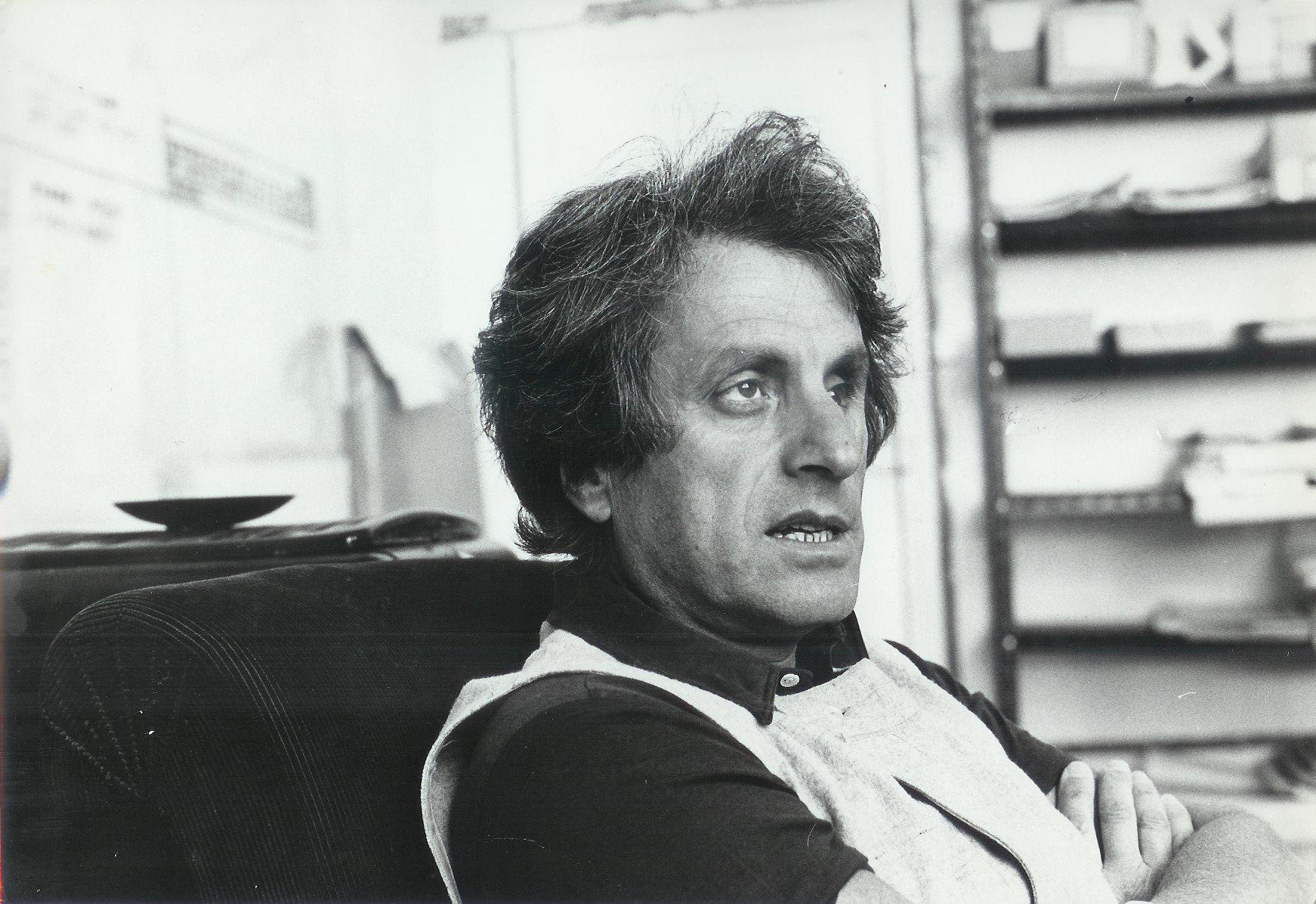
Iannis Xenakis en 1975.

Iannis Xenakis (Γιάννης Ξενάκης, también transliterado en francés como Yannis Xénakis, Brăila, Rumania, 29 de mayo de 1922 - París, 4 de febrero de 2001) fue un compositor e ingeniero civil de ascendencia griega que se nacionalizó francés y pasó gran parte de su vida en París. Destacado compositor del siglo XX es considerado un pionero de la música electrónica y creador de la música estocástica. A lo largo de su trayectoria compuso aproximadamente 150 obras para orquesta, conjuntos instrumentales, voz, obras teatrales o música electroacústica.

## Biografía
A los diez años se trasladó con su familia a Grecia, comenzando luego estudios de ingeniería en Atenas. Sus estudios se interrumpieron en 1941 con la ocupación nazi de su país. Participó en la resistencia griega durante la Segunda Guerra Mundial, y en la primera fase de la guerra civil griega como miembro de la compañía de estudiantes Lord Byron del Ejército de Liberación del Pueblo Griego (ELAS). 

"Seguí cursos privados con un compositor de origen ruso, Aristote Kondourov, con el que estudié tres años, pero también aprendí mucho por mí mismo. Durante la guerra, con un amigo músico, siempre nos las arreglábamos para ocupar casas provistas de piano. Mi amigo era un poco más joven que yo y tocaba muy bien este instrumento. Yo le seguía por todas partes y lo escuchaba tirándolo todo por la ventana".
Iannis Xenakis (scherzo.es, 29-05-2022) 

En enero de 1945 recibió una grave herida de obús en el lado izquierdo de la cara que le puso al borde de la muerte, provocándole la pérdida de un ojo y desfigurándole parte del rostro. En 1946 pudo finalizar sus estudios obteniendo el título de ingeniero, pero fue perseguido debido a su activismo político, y condenado a muerte. Logró escapar y, gracias a un pasaporte falso, cruzar la frontera rumbo a Francia en 1947.

"Mi herida de guerra me convirtió en lo que soy. Es como si viviera en el fondo de un pozo. Mis sentidos deteriorados hacen que no pueda asimilar el mundo que me rodea, y por esto mi mente se volcó cada vez más hacia el pensamiento abstracto".
Iannis Xenakis (teatrocolon.org.ar) 

Establecido en París, en 1948 ingresó el estudio del famoso arquitecto Le Corbusier como ingeniero calculista. Pronto comenzó a colaborar en los proyectos de varias obras importantes salidas del estudio de Le Corbusier durante esos años, como las unidades habitacionales de Nantes (1949), Briey-en-Forêt y Berlín-Charlottenburg (1954), los diferentes edificios constitutivos del plan de urbanismo de Chandigarh en India (1951), y el Centro Deportivo y Cultural de Bagdad (1957). En estas obras Xenakis aplicó los mismos procesos compositivos y estéticos que en sus obras musicales de la época.

"Le fui presentado (a Le Corbusier) en 1948 por algunos de sus colaboradores griegos. Permanecí a su lado hasta 1960".
Iannis Xenakis (scherzo.es, 29-05-2022) 

Xenakis diseñó además dos importantes obras de la arquitectura del siglo XX: el convento de Santa María de La Tourette (1953) y, especialmente, el Pabellón Philips de la Exposición Internacional de Bruselas (1958), basado en las mismas estructuras que su obra orquestal Metastasis de 1953-1954. Para el interior del Pabellón se le encargó a Edgar Varèse que realizara la música, quien compuso su Poème Électronique, y el propio Xenakis compuso Concret PH que se escuchaba en los interludios entre las presentaciones de la obra de Varèse.

"Habría perseverado en la arquitectura si eso me hubiera permitido alimentarme. A comienzos de los años sesenta, quise seguir por ese camino, pero no encontraba sino estudios de arquitectos con los que verdaderamente no habría podido trabajar. Acepté entonces dedicarme al cálculo por cuenta de un amigo que dirigía un estudio de ingenieros. Componía de día y calculaba de noche".
Iannis Xenakis (scherzo.es, 29-05-2022) 

Durante esos años, Xenakis comenzó paralelamente sus estudios de composición en París, primero con Arthur Honegger y Darius Milhaud, con quienes no tuvo demasiado entendimiento, y finalmente con Olivier Messiaen, quien, al ver que no tenía conocimientos de lenguaje musical y armonía tradicional, le dijo que no le instruiría en estas disciplinas sino que lo que tenía que hacer era seguir desarrollando su lenguaje propio. Así Xenakis trascendió la limitación del lenguaje tradicional y utilizó, convirtiéndose en pionero, técnicas modernas como la informática y la matemática.

"(Arthur Honegger) Estuvo espantoso conmigo. Asistí a los cursos de tarde de la Escuela Normal de Música, pero muy pronto me aburrí. Desde nuestra primera entrevista, Honegger me reprochó las quintas paralelas de mis partituras que le tocaba al piano. Luego vino Milhaud, en 1949".
Iannis Xenakis (scherzo.es, 29-05-2022) 

En 1955 Hans Rosbaud dirigió en el Festival de Donaueschingen su primera obra importante para orquesta: Metástasis. Esta pieza y las que le siguieron, notablemente Pithoprakta de 1955-56, y Achorripsis de 1956-57, así como artículos publicados en los Gravesaner Blätter, la revista que dirigía Hermann Scherchen, le dieron a Xenakis una notoriedad que finalmente le permitió dedicarse exclusivamente a la composición.

"Yo creo que hay que estudiar armonía y contrapunto, pero Xenakis era un hombre tan extraordinario que le dije ‘No, ya tenés casi 30 años, tenés la suerte de ser griego, de ser arquitecto y de haber estudiado matemáticas especiales. ¡Aprovechá estas cosas! Usalas en tu música’"
Olivier Messiaen (teatrocolon.org.ar) 

En 1963 publicó Musiques Formelles (Música formalizada), posteriormente revisada, expandida y publicada en inglés como Formalized Music: Thought and Mathematics in Composition en 1971, y nuevamente ampliada y revisada para la segunda y definitiva edición de 1990: una colección de ensayos sobre sus ideas musicales y técnicas compositivas, considerada una de las contribuciones más importantes a la teoría de la música del siglo XX. En 1997 obtuvo el Premio Kioto que concede Fundación Inamori.

"El Sr. Iannis Xenakis es un compositor que ve la música matemáticamente como un fenómeno físico acústico y crea música con técnicas únicas utilizando computadoras, desplegando un mundo musical original dentro de la escena musical del siglo XX."
Fundación Inamori

Pionero del uso de la computadora en la composición musical algorítmica, Xenakis fundó en 1966 el EMAMu, conocido a partir de 1972 como CEMAMu (Centre d'Études de Mathématique et Automatique Musicales), instituto dedicado al estudio de aplicaciones informáticas en la música. Allí Xenakis concibió y desarrolló el sistema UPIC, que permite la realización sonora directa de la notación gráfica que se efectúa sobre una tablilla.

"NO, mi música descansa en movimientos del alma, movimientos a veces incoherentes, pero no hay teoría. Sólo me gobierna la intuición, la objetividad, la subjetividad. Todo. Soy por completo incapaz de predecir lo que puede suceder en el acto compositivo".
Iannis Xenakis (scherzo.es, 29-05-2022) 

Xenakis estuvo casado con la escritora Françoise Xenakis.

## Más de su vida

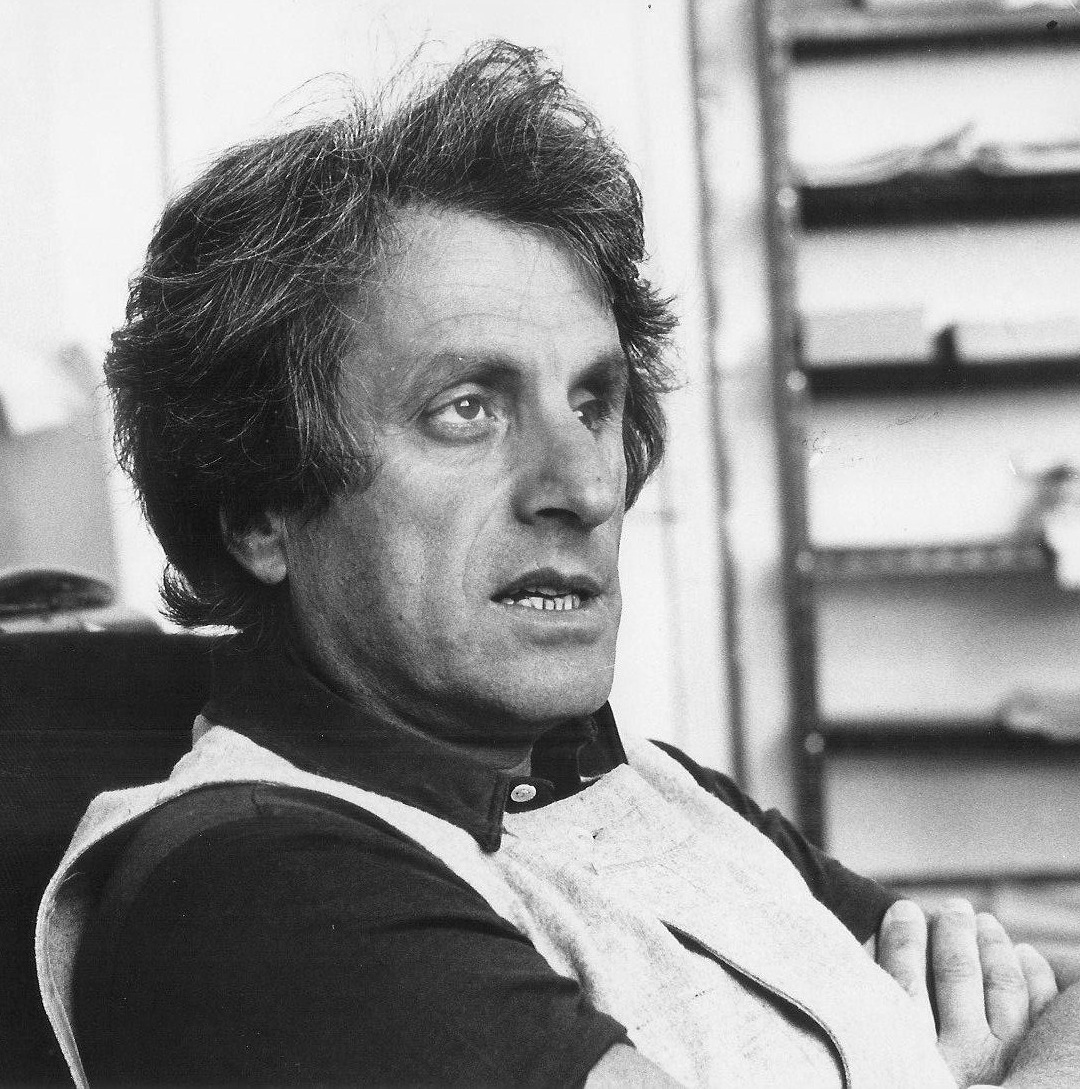
Iannis Xenakis en su estudio en París.

Desde que era niño, cuando paseaba en bicicleta por el Ática o cuando visitaba conventos en el Peloponeso, Xenakis escuchaba los sonidos de la naturaleza e, inconscientemente, sentía que el dominio de estos ruidos era el de la música. Más tarde, durante los enfrentamientos en Atenas contra los alemanes y después contra los ingleses todas las experiencias sonoras de las guerrillas, las manifestaciones, los gritos de la multitud cantando los eslóganes, el intercambio de disparos, los pasos de la gente huyendo, todos estos eventos sonoros seguían llamando la atención a Xenakis, no solo por el carácter musical ya mencionado sino por los fenómenos determinables o predecibles del comportamiento de la multitud en contraste con las acciones personales de cada individuo. Años más tarde estos comportamientos deterministas los recuperaría en su primera composición Metástasis.
Ya en Metastasis, Xenakis muestra un alejamiento radical de las tendencias preponderantes en la vanguardia de la época, dominada por el serialismo (como su nombre lo indica, es una técnica de composición basada en series) y el post-serialismo. La obra plantea densos bloques sonoros, con los instrumentos de cuerda haciendo glissandos de diferentes velocidades, configuran masas y superficies de variadas texturas. Pero además de su radical estética "brutalista", esta obra resultó revolucionaria por su modalidad compositiva, en la que las densidades, las texturas, y los comportamientos individuales de los eventos estaban determinadas por procesos formales basados en leyes estadísticas y probabilísticas. De esta manera Xenakis se muestra igualmente distante del pensamiento de ordenamiento lineal de los serialistas y pos-serialistas, como de la indeterminación aleatoria que había iniciado John Cage, y que estaba comenzando a tener sus repercusiones entre los compositores europeos.[cita requerida]
En La crise de la musique sérielle, Xenakis planteó sus críticas a la técnica serial (lo que él denominaba "pensamiento lineal"), escribiendo lo siguiente respecto al grado de complejidad al que había llegado el contrapunto serial: 

La polifonía lineal se destruye por su propia complejidad; lo que se oye no es en realidad más que una masa de notas en diversos registros. La enorme complejidad impide al oyente seguir el entramado de las líneas, y tiene como efecto macroscópico una dispersión irracional y fortuita de sonidos a lo largo de toda la extensión del espectro sónico. Hay por tanto una contradicción entre el sistema polifónico lineal y el resultado percibido, que es de una superficie o masa. Esta contradicción inherente a la polifonía desaparece cuando la independencia del sonido es total.
La crise de la musique sérielle, Xenakis'

Como alternativa propuso la utilización de modelos matemáticos en la composición musical, creando "un mundo de masas sonoras, vastos grupos de eventos sonoros, nubes y galaxias gobernadas por nuevas características como densidad, grado de orden, nivel de cambio, las cuales requieren definiciones y realizaciones usando la teoría de probabilidad". Para Xenakis esta nueva concepción era de hecho más general que el pensamiento lineal, ya que lo podía incluir como un caso particular, reduciendo la densidad de las nubes. Xenakis crea de esta manera la "música estocástica".[cita requerida]
Además, sus composiciones electroacústicas, aunque pocas, tienen una gran relevancia para el pensamiento musical de la segunda mitad del siglo XX. Algunas de sus obras más importantes en este campo son Concret PH (1958), Analoguique A et B (1958–59), Bohor (1962), Mycenae-Alfa (1978) y S709 (1994).
Algunos de los procedimientos utilizados en sus composiciones incluyen la teoría de probabilidades (teoría cinética de gases de Maxwell-Boltzmann en Pithoprakta, distribución aleatoria de puntos en un plano en Diamorphoses, restricciones mínimas en Achorripsis, distribución gaussiana en ST/10 y Atrées, cadenas de Márkov en Analogiques), la teoría de juegos (en Duel y Stratégie), la teoría de grupos (en Nomos Alpha), y el álgebra booleana (en Herma y Eonta). En consonancia con su uso de teorías probabilísticas, muchas de las piezas de Xenakis son, en sus propias palabras, "una forma de composición que no es el objeto en sí, sino una idea en sí, esto es, los comienzos de una familia de composiciones".[cita requerida]
Después de dejar el estudio de Le Corbusier en 1959, Xenakis se apoyó en la composición y la enseñanza, y rápidamente se convirtió en uno de los compositores europeos más importantes de su tiempo. Se hizo especialmente conocido por su investigación musical en el campo de la composición asistida por computadora, para la cual fundó el Equipe de Mathématique et Automatique Musicales (EMAMu) en 1966 (conocido como CEMAMu: Centro de Estudios de Matemática y Automática Musicales, desde 1972) ) Enseñó en la Universidad de Indiana en 1967-72 (y estableció un estudio similar a EMAMu allí), y trabajó como profesor visitante en la Sorbona en 1973-89. Xenakis dio conferencias con frecuencia (por ejemplo, de 1975 a 1978 fue profesor de música en el Gresham College de Londres, dando conferencias públicas gratuitas), enseñó composición y sus obras se presentaron en numerosos festivales de todo el mundo, incluido el Shiraz Arts Festival en Irán. Algunos de sus estudiantes más notables incluyen a Pascal Dusapin, Henning Lohner, Miguel Ángel Coria, Susan Frykberg y Julio Estrada.
Además de componer y enseñar, Xenakis también fue autor de varios artículos y ensayos sobre música. De estos Musiques formelles (1963) se hizo particularmente conocido. Una colección de textos sobre aplicaciones de procesos estocásticos, teoría de juegos y programación de computadoras en música, luego fue revisada, expandida y traducida al inglés como Formalized Music: Thought and Mathematics in Composition (1971) durante el mandato de Xenakis en la Universidad de Indiana.
Xenakis completó su última obra, O-mega para solista de percusión y orquesta de cámara, en 1997. Su salud había empeorado progresivamente a lo largo de los años y en 1997 ya no podía trabajar.
En 1999 Xenakis fue galardonado con el Premio de Música Polar "por una larga sucesión de obras enérgicas, cargadas de sensibilidad, compromiso y pasión, por lo que ha llegado a ser uno de los compositores más importantes de nuestro siglo en el ámbito de la música artística, haciendo ejercicio dentro de sus diversos campos, una influencia que no puede exagerarse fácilmente".
Después de varios años de una enfermedad grave el 1 de febrero de 2001 el compositor cayó en coma. Murió en su casa de París cuatro días después, el 4 de febrero, a la edad de 78 años.

## Xenakis define la música estocástica
Según palabras de su autor, extraídas del prefacio de su libro Formalized Music: Thought and Mathematics in Composition:

Como resultado del punto muerto en la música serial, así como de otros motivos, en 1954 originé una música construida en base al principio de la indeterminación; dos años más tarde la llamé “música estocástica”. Las leyes del cálculo de probabilidades entraron en la composición por pura necesidad musical. Pero otros caminos también llevaron a la misma encrucijada, el más importante: los acontecimientos naturales, tales como la colisión del granizo o la lluvia sobre superficies duras, o el canto de las cigarras en un campo veraniego. Estos acontecimientos sonoros están constituidos por miles de sonidos aislados; esta multitud de sonidos, vista como una totalidad, es un nuevo acontecimiento sonoro. Este acontecimiento masivo está articulado y forma un molde temporal flexible, que de por sí sigue las leyes aleatorias y estocásticas. Si alguien desea formar una gran masa a partir de notas puntuales, como con pizzicati de cuerdas, debe saber estas leyes matemáticas, que, en cualquier caso, no son más que una estricta y concisa expresión de cadenas de razonamiento lógico. Todo el mundo ha observado los fenómenos sonoros de una multitud política de decenas o cientos de miles de personas. El río humano grita un lema con un ritmo uniforme. Entonces otro lema surge desde la cabeza de la manifestación; se extiende hacia la cola, reemplazando el primero. Una onda de transición pasa de la cabeza a la cola. El clamor llena la ciudad y la fuerza inhibidora de la voz y el ritmo llegan a un clímax. Es un acontecimiento de gran poder y belleza en su ferocidad. Entonces, el impacto entre los manifestantes y el enemigo se produce. El perfecto ritmo del último lema se rompe en un gran grupo de gritos caóticos, que también se extiende hasta la cola. Imagina, además, los estallidos de las ametralladoras y el silbido de las balas intercalándose en ese desorden total. La multitud se dispersa rápidamente y después del infierno sonoro y visual sólo queda el silencio, lleno de desesperación, polvo y muerte. Las leyes estadísticas de estos acontecimientos, separadas de su contexto político o moral, son las mismas que aquellas de las cigarras o de la lluvia. Son las leyes de transición desde el orden absoluto al desorden total de una manera continua o explosiva. Son leyes estocásticas.
Xenakis, 1971

## Catálogo de obras
| Año     | Obra | Tipo de obra                    | Duración |
| ------- | --- | ------------------------------- | -------- |
| 1949    | Trio - voice, piano y flauta (pieza escrita para Annette Dieudonné con quien estudiaba en este periodo)                                                                  | Música vocal                    | -        |
| 1949/50 | Pièces sans titre (Menuet, Air populaire, Allegro molto, Mélodie, Andante)                                                                                               | Música solista (piano)          |          |
| 1950/51 | Six chansons, para piano | Música solista (piano)          | 08:00    |
| 1952    | La colombe de la paix, para alto y coro mixto a 4 voces | Música coral (a capela)         | -        |
| 1952    | Zyia (2 versiones: a) soprano, coro de hombres y dúo (fl, pf) b) soprano, fl, pf                                                                                         | Música vocal                    | 10:00    |
| 1952    | Dhipli zyia (dúo), para violonchelo y violín | Música instrumental (dúo)       | 05:30    |
| 1952    | Trois poèmes, para voz recitante y piano | Música vocal (piano)            | -        |
| 1952    | Tripli Zyia, para voz y piano (no publicada) | Música vocal (piano)            | -        |
| 1952    | Zyia Kathisto, para dúo de piano (compuesta durante sus estudios con Messiaen)                                                                                           | Música solista (2 pianos)       | -        |
| 1952/53 | Procession aux eaux claires (Anastenaria I), para coro mixto, coro de hombres y orquesta                                                                                 | Música coral (orquesta)         | 11:00    |
| 1953    | Duo, for violin and cello (no publicada) | Música instrumental (dúo)       |          |
| 1953    | Le sacrifice (Anastenaria II), para 51 músicos | Música orquestal                | 06:00    |
| 1953    | Stamatis Katotakis, canción de mesa, para voz y coro de hombres à 3 voix                                                                                                 | Música coral (a capela)         | -        |
| 1953/54 | Metastasis (parte tercera del tríptico Anastenaria), para orquesta de 60 músicos                                                                                         | Música orquestal                | 07:00    |
| 1955/56 | Pithoprakta, para orquesta de 49 músicos | Música orquestal                | 10:00    |
| 1956/57 | Achorripsis, para 21 instrumentos | Música instrumental             | 07:00    |
| 1956/62 | Morsina-Amorsina (ST/4, 2-030762), para piano, violín, violonchelo y contrabajo                                                                                          | Música de cámara (trío)         | 11:00    |
| 1956/62 | ST/4 – 1,080262, para cuartero de cuerdas | Música de cámara (cuarteto)     | 11:00    |
| 1956/62 | ST/10 –1,080262, para 10 instrumentos | Música instrumental             | 11:00    |
| 1956/62 | ST/48 – 1,240162, para orquesta | Música orquestal                | 11:00    |
| 1957    | Diamorphoses, para sonidos grabados | Música electroacústica          | 07:00    |
| 1958    | Concret PH (inauguración del Pabellón Philips en Bruselas), para sonidos grabados                                                                                        | Música electroacústica          | 02:45    |
| 1958/59 | Analogiques A y B, conjunto de cuerdas (9) y sonidos grabados | Música instrumental             | 07:00    |
| 1958/62 | Atrées (ST/10, 3-060962), para diez instrumentos | Música instrumental             | 15:00    |
| 1959    | Duel, juego para dos orquestas | Música orquestal                | 10:00    |
| 1959    | Syrmos, conjunto de cuerdas (18 o 36) | Música instrumental             | 15:00    |
| 1960    | Orient-Occident, para sonidos grabados | Música electroacústica          | 12:00    |
| 1960    | Vasarely, para cinta (Esbozo. Música para la película de P. Kassowitz y E. Szabo para la Exposición Vasarely)                                                            | Música de película              | -        |
| 1960/61 | Herma, para piano solo | Música solista (piano)          | 10:00    |
| 1961    | Formes Rouges, para siete instrumentos (Esbozo. Música para la película de P. Kamler)                                                                                    | Música de película              | 05:00    |
| 1962    | Bohor, sonidos grabados | Música electroacústica          | 21:30    |
| 1962    | Polla ta Dhina (textos de Antígona de Sófocles), para coro de niños y 48 músicos                                                                                         | Música coral (orquesta)         | 06:00    |
| 1962    | Stratégie, para 2 orquestas | Música orquestal                | 10:30    |
| 1962    | Amorsima-Morsima, para conjunto (Esbozo. Título alternativo: ST/10 - 2,080262)                                                                                           | Música instrumental             | -        |
| 1963/64 | Eonta, para piano y 5 instrumentos de cobre (2 trompetas y 3 trombones)                                                                                                  | Música instrumental             | 18:00    |
| 1964    | Hiketides, cuarteto de cuivres y conjuntos de cuerdas (24 o doble); | Música instrumental             | 10:00    |
| 1964/65 | Akrata, para cuarteto de saxofones | Música instrumental (cuarteto)  | 11:00    |
| 1965/66 | Oresteïa (revisión de 1987), sobre textos de Esquilo, suite para coro infantil, coro mixto con accesorios y conjunto de 12 músicos                                       | Cantata                         | 60:00    |
| 1965/66 | Terretêktorh, para 88 músicos dispersados entre la audiencia | Música orquestal                | 18:00    |
| 1966    | Nomos Alpha, para violonchelo solista | Música solista (violonchelo)    | 17:00    |
| 1967    | Polytope de Montréal, espectáculo de luz y sonido para 4 orquestas idénticas                                                                                             | Música incidental               | 15:00    |
| 1967    | Médée (Textos de Séneca), música escénica sobre textos de Séneca, para coro masculino tocando ritmos con címbalos y 5 músicos                                            | Música teatral                  | 25:00    |
| 1967/68 | Nuits sobre fonemas sumerios, asirios, aqueos y otros, para 12 voces mixtas solistas o coro mixto                                                                        | Música vocal (capella)          | 12:00    |
| 1967/68 | Nomos Gamma, para 98 músicos dispersados entre la audiencia | Música orquestal                | 15:00    |
| 1969    | Persephassa, para 6 percusionistas | Música instrumental (percusión) | 24:00    |
| 1969    | Anaktoria, para conjunto de 8 músicos. | Música instrumental             | 11:00    |
| 1969    | Synaphaï, para piano y orquesta | Música orquestal                | 14:00    |
| 1968/69 | Kraanerg, música para ballet, para orquesta y cinta magnética de 4 canales                                                                                               | Ballet                          | 75:00    |
| 1969/70 | Hibiki Hana Ma, para orquesta y banda magnética | Música electroacústica          | 18:00    |
| 1971    | Charisma, para clarinete y violonchelo | Música instrumental (dúo)       | 04:00    |
| 1971    | Antikhthon, para orquesta | Música orquestal                | 23:00    |
| 1971    | Mikka, para violón solo | Música solista (violín)         | 04:00    |
| 1971    | Aroura, para 12 instrumentos de cuerda | Música instrumental             | 12:00    |
| 1972    | Linaïa-Agon, trío de cobres (cor, tb, tba) | Música instrumental (trío)      | Variable |
| 1972    | Polytope de Cluny, sonidos grabados | Música incidental               | 24:00    |
| 1972    | Persepolis, espectáculo luminoso, para luz y sonido (cinta magnética de 8 canales)                                                                                       | Música electroacústica          | 56:00    |
| 1972    | Eridanos, para clarinete y violonchelo, orquesta | Música orquestal                | 11:00    |
| 1973    | Cendrées, para coro mixto de 72 (o 36) cantantes entonando fonemas de Iannis Xenakis y 73 músicos                                                                        | Música coral (orquesta)         | 25:00    |
| 1973    | Evryali, para piano solo | Música solista (piano)          | 11:00    |
| 1974    | Noomena, para orquesta | Música orquestal                | 17:00    |
| 1974    | Gmeeoorh, para órgano | Música solista (órgano)         | 20:00    |
| 1974    | Erikhthon, para piano y orquesta | Música orquestal                | 15:00    |
| 1975    | Phlegra, para conjunto | Música instrumental             | 14:00    |
| 1975    | Psappha, para percusión | Música instrumental (percusión) | 13:00    |
| 1975    | Empreintes, para orquesta | Música orquestal                | 12:00    |
| 1975    | N'Shima, sobre palabras y fonemas hebreos, para 2 mezzosopranos (o altos) y 5 músicos (2 amplified horns amplificado, 2 trombones y chelo amplificado)                   | Música vocal                    | 17:00    |
| 1975/76 | Theraps, para contrebasse | Música solista (contrebasse)    | 11:00    |
| 1976    | Épei, para sexteto | Música instrumental             | 13:00    |
| 1976    | Retours–Windungen, original para doce violonchelos | Música instrumental             | 08:00    |
| 1976    | Dmaaathen, hautbois y percusión | Música instrumental (dúo)       | 10:00    |
| 1976    | Khoaï, para clavecín | Música solista (clavecín)       | 15:00    |
| 1976    | Mikka "S", para violín solo | Música solista (Violín)         | 05:00    |
| 1977    | Jonchaies, para orquesta de 109 músicos | Música orquestal                | 17:00    |
| 1977    | Akanthos. Fonemas de Iannis Xenakis, para soprano y octeto | Música vocal (instrumental)     | 11:00    |
| 1977    | Kottos, para violonchelo solo | Música solista (violonchelo)    | 08:00    |
| 1977    | A Hélène, coro de mujeres o de hombres | Música coral (a capela)         | 10:00    |
| 1977    | A Colone, coro de hombres o de mujeres y conjunto | Música coral                    | 14:00    |
| 1977/78 | La légende d'eer (diatope), pieza electroacústica para banda de 8 pistas                                                                                                 | Música electroacústica          | 45:50    |
| 1978    | Ikhoor, para trío de cuerdas | Música de cámara (trío)         | 11:00    |
| 1978    | Mycènes alpha, sonidos grabados | Música electroacústica          | 10:00    |
| 1978    | Rothkamm | -                               | -        |
| 1979    | Dikhthas, violín y piano | Música instrumental (dúo)       | 12:00    |
| 1979    | Pleiades, para 6 percusionistas | Música instrumental (percusión) | 42:00    |
| 1979    | Palimpsest, para conjunto (11) | Música instrumental             | 11:00    |
| 1979    | Anemoessa, coro mixto (42 u 84) y orquesta | Música coral (orquesta)         | 15:00    |
| 1980    | Aïs, barítono, percusión y orquesta | Música vocal (orquesta)         | 17:00    |
| 1980    | Mists, para piano solo | Música solista (piano)          | 12:00    |
| 1981    | Komboï, para clavecín y percusión | Música instrumental (dúo)       | 17:00    |
| 1981    | Nekuïa. Fonemas y textos extraídos de Siebenkäs, de Jean-Paul Richter, y de Écoute, de Françoise Xenakis                                                                 | Música coral (orquesta)         | 26:00    |
| 1981    | Pour la Paix [(a) coro mixto b) coro mixto, 4 recitantes y sonidos grabados c) 4 recitantes y sonidos grabados d) sonidos grabados)]                                     | Música coral                    | 37:00    |
| 1981    | Embellie, para viola solista | Música solista (viola)          | 07:00    |
| 1981    | Serment-Orkos (Textos de Hipócrates), coro mixto | Música coral (a capela)         | 07:00    |
| 1982    | Pour les Baleines, orquesta à cuerdas | Música orquestal (cámara)       | 02:30    |
| 1982    | Pour Maurice, para barítono y piano | Música vocal (piano)            | 04:00    |
| 1983    | Chant des soleils, para coro de niños, coro mixto, conjunto de cobres y percusión                                                                                        | Música coral (instrumental)     | 08:00    |
| 1983    | Khal Perr, quintette de cuivres y 2 perc | Música instrumental             | 10:30    |
| 1983    | Shaar, para gran orquesta de cuerda | Música orquestal (cámara)       | 14:00    |
| 1983    | Tetras, para cuarteto de cuerdas | Música de cámara (cuarteto)     | 16:00    |
| 1983/84 | Lichens, para orquesta | Música orquestal                | 16:00    |
| 1984    | Naama, clavecín | Música solista (clavecín)       | 16:00    |
| 1984    | Thallein, para conjunto de cámara (14) | Música de cámara                | 17:00    |
| 1985    | Jalons, para conjunto de 15 músicos (la flauta tocando también el piccolo, oboe, clarinete, clarinete bajo, trompa, trompeta, trombón, tuba, arpa y quinteto de cuerda)) | Música instrumental             | 15:00    |
| 1985    | Nyûyô, cuarteto de instrumentos japoneses (shakuhachi, sangen y 2 kotos)                                                                                                 | Música instrumental             | 10:00    |
| 1985    | Alax, para 3 ensembles (30 au total) | Música instrumental             | 22:00    |
| 1985    | Idmen B. Fonemas y textos tomados de la Teogonia de Hesiodo, para 6 percusionistas                                                                                       | Música instrumental (percusión) | 13:30    |
| 1985    | Idmen A. Fonemas tomados de la Teogonia de Hesiodo, coro mixto (32 minimum) y 4 percusionistas                                                                           | Música coral (capella)          | 14:00    |
| 1986    | Akea, quinteto para cuerdas y piano | Música de cámara                | 12:00    |
| 1986    | Horos, para orquesta | Música orquestal                | 16:00    |
| 1986    | Keren, para trombón | Música solista (trombón)        | 06:00    |
| 1986    | Keqrops, para piano solista y orquesta de 92 músicos | Música orquestal                | 17:00    |
| 1986    | A l'île de Gorée, clavecín y conjunto | Música instrumental             | 14:00    |
| 1987    | Kassandra, para barítono amplificado (también tocando un salterio de 20 cuerdas) y percusión                                                                             | Música vocal (instrumental)     | 14:00    |
| 1987    | Tauriphaníe, sonidos grabados | Música electroacústica          | 10:45    |
| 1987    | Tracées, para orquesta | Música orquestal                | 06:00    |
| 1987    | a r., (Hommage à Ravel), para piano solo | Música solista (piano)          | 03:00    |
| 1987    | XAS, para cuarteto de saxofones | Música instrumental (cuarteto)  | 09:00    |
| 1987    | Ata, para orquesta | Música orquestal                | 16:00    |
| 1987/88 | Rebonds, para un percusionista | Música solista (Percusión)      | 08:00    |
| 1988    | Waarg, para conjunto | Música instrumental             | 16:00    |
| 1989    | Échange, para clarinete bajo y conjunto | Música solista (clarinete)      | 14:00    |
| 1989    | Oophaa, para dúo (clavecín, percusión) | Música instrumental (dúo)       | 09:00    |
| 1989    | Epicycle, vc y conjunto | Música vocal (instrumental)     | 12:00    |
| 1989    | Voyage absolu des Unari vers Andromède, sonidos grabados | Música electroacústica          | 15:30    |
| 1989    | Okho, para 3 djembes (percusión) | Música instrumental (percusión) | 13:30    |
| 1990    | Tetora, cuarteto de cuerdas | Música de cámara (cuarteto)     | 17:00    |
| 1990    | Knephas. Phonèmes de Iannis Xenakis, para coro mixto | Música coral (a capela)         | 10:00    |
| 1990    | Kyania, para orquesta | Música orquestal                | 23:00    |
| 1990    | Tuorakemsu, para orquesta | Música orquestal                | 03:40    |
| 1991    | Roáï, para orquesta | Música orquestal                | 17:00    |
| 1991    | Troorkh, trombón y orquesta | Música orquestal                | 17:00    |
| 1991    | Paille in the wind, dúo (vc, pf) | Música instrumental (dúo)       | 07:00    |
| 1991    | Krinoïdi, para orquesta | Música orquestal                | 15:00    |
| 1991    | Gendy3, sonidos grabados | Música electroacústica          | 20:00    |
| 1991    | Dox-Orkh, para violín y orquesta | Música orquestal                | 20:00    |
| 1992    | La déesse Athéna (La diosa Atenea), para barítono solista y conjunto mixto de 11 instrumentos                                                                            | Música vocal (instrumental)     | 09:00    |
| 1992    | Pu wijnuej we fyp, coro de niños | Música coral (a capela)         | 10:00    |
| 1993    | Plekto, para sextexto | Música instrumental             | 14:00    |
| 1993    | Mosaïques, para orquesta | Música orquestal                | 08:00    |
| 1993    | Les Bacchantes d'Euripide (Bakxai Evrvpidov) barítono, coro de mujeres y conjunto                                                                                        | Música coral (instrumental)     | 60:00    |
| 1993/94 | Dämmerschein (Rays of Twilight), para gran orquesta | Música orquestal                | 14:00    |
| 1994    | Mnamas kharin Witoldowi Lutoslawskiemu (A la Mémoire de Witold Lutoslaw ), para 2 trompetas y 2 horns                                                                    | Música instrumental             | 04:00    |
| 1994    | Sea Nymphs, para coro mixto | Música coral (a capela)         | 08:00    |
| 1994    | S.709, sonidos grabados | Música electroacústica          | 07:00    |
| 1994    | Ergma, para cuarteto de cuerdas | Música instrumental             | 09:00    |
| 1995    | Windungen (para 8 chelos) | Música instrumental             | -        |
| 1995    | Kaï, conjunto | Música instrumental             | 08:00    |
| 1995    | Kuïlenn, conjunto de vientos | Música instrumental             | 07:30    |
| 1995    | Koïranoï, para orquesta | Música orquestal                | 12:00    |
| 1995    | Voile, conjunto de cuerdas | Música instrumental             | 05:30    |
| 1996    | Ioolkos, para orquesta | Música orquestal                | 08:30    |
| 1996    | Zythos, para tuba y 6 percusionistas | Música instrumental (percusión) | 08:00    |
| 1996    | Ittidra, para sexteto de cuerdas | Música instrumental             | 08:30    |
| 1996    | Hunem-Iduhey, para violín y violonchelo | Música instrumental (dúo)       | 03:00    |
| 1996    | Roscobeck, para dúo (vc, cb) | Música instrumental (dúo)       | 08:00    |
| 1997    | O-Mega, para percusión y conjunto | Música instrumental             | 03:30    |
| 1997    | Sea-Change, para orquesta | Música orquestal                | 10:00    |